# Моисей Алмоснино
Моисей бен Барух Алмоснино е еврейски духовник (равин) и писател от XVI век в Османската империя.

## Биография
Моисей Алмоснино е роден в 1510 година в Солун, Османската империя. Произхожда от голямото сефарадско семейство Алмоснино, по произход от Арагон. В 1553 година е избран за равин на общността Неве Шалом в Солун, а в 1560 година - на Лиуят Хен. Алмоснино е известен не само с познанията си в религиозните дела, но и с тези в науката, особено във физиката и астрономията - автор е на коментари върху много преведени от арабски и латински трактати. В 1565 година той успешно представя пред султан Селим II исканията на евреите за потвърждаване на гражданските им права.
Мойсей Алмоснино умира около 1580 година в столицата Цариград.

## Творчество
Моисей Алмоснино пише в 1570 година доста многословен коментар върху Мегилот (Петте свитъка) - „Песен на песните“, „Рут“, „Плач на Еремия“, „Еклесиаст“, „Естир“ - под името „Йеде Моше“ (Ръцете на Моисей). Автор е на изложение на талмудическия трактат „Пиркей Авот“ (Етика на бащите), публикуван в Солун в 1563 година, на колекция от проповеди, изнесени по различни поводи, предимно погребения, озаглавена „Меамез Коа“ (Засилваща сила). Те са публикувани на иврит от сина му Симон, като разноските са покрити от другите му двама синове Авраам и Авесалом. Друго ивритско произведение на Алмоснино е „Тефила ле Моше“ (Молитвата на Моисей), апологетичен труд върху Петокнижието, публикуван в Солун в 1563 година и преиздаден в Краков в 1598 и 1805 година. На ладински пише омилетичния труд „Regimiento de la Vida“, в който се разглеждат въпросите за произхода на доброто и злото, влиянието на звездите, Провидението, праведния живот, образованието на децата и свободата на волята. Към това е добавен параграф „Сънищата, техният произход и истинска природа“, написан според текста по молба на дон Йосиф Наси, господар на Наксос. Творбата е на ладински и е отпечатана с ивритски букви в печатницата на Йосиф Ябез в Солун в 1564 година и преиздадена във Венеция в 1604 година и в Солун в 1729 година. Добавен е речник от пет страници със списък на по-трудните употребени испански думи в превод на иврит. Издание с латински букви е публикувано от Самуел Мендес де Сола и съдружие в Амстердам през 1729 година, посветено на Аарон Давид Пинто. Санчес смята този труд за един от най-редките на испански език. Историческият труд на Алмоснино „Extremos y Grandezas de Constantinopla“ (Крайностите и величието на Константинопол), също на ладински с ивритски букви" е транслитериран и републикуван от Якоб Кансино в Мадрив в 1638 година.
Според Щайншнайдер (Hebr. Uebers. с. 215) Мойсей Алмоснино е автор и на коментар върху „Етика“ на Аристотел. Кармоли (с. 12) го споменава под заглавието „Пене Моше“ (Лицето на Моисей), твърдейки че е написан от Моисей в Палестрия край Солун, и че синът му Симон, след смъртта на баща си, искал да го публикува в 1584 година.